# Nowa Ruda (gmina wiejska)
Nowa Ruda – gmina wiejska w województwie dolnośląskim, w powiecie kłodzkim, położona w Sudetach Środkowych u podnóża Gór Sowich i na zboczach Włodzickich Wzgórz w dolinach Włodzicy i jej dopływu – Woliborki.
Według danych z 30 czerwca 2020 roku gminę zamieszkiwało 11 478 osób.

## Historia
Zaczęło się od gminy Przygórze, którą utworzono w sierpniu 1945 roku. Składała się ze wsi, które dziś terytorialnie obejmują: Przygórze, Wolibórz, Dzikowiec i Nowa Wieś Kłodzka. W październiku tego samego roku powiększyła się jeszcze o wsie, które dziś obejmują Bieganów, Włodowice i Drogosław. W roku 1954 powołano gromady w miejsce gminy. Gromady zlikwidowano w 1972, a w ich miejsce utworzono gminę, której obszar zmieniono już rok później. W 1973 obejmował on wsie należące do gromady Nowa Ruda: Bieganów, Krajanów, Sokolicę, Włodowice, Dzikowiec, Nową Wieś Kłodzką, Wolibórz (z wyjątkiem Tłumaczowa i Ścinawki Górnej), wsie z gromady Ludwikowice: Bartnica, Dworki, Ludwikowice Kłodzkie, Sokolec, Świerki i wsie gromady Jugów: Jugów, Przygórze. Po zlikwidowaniu w 1976 roku gminy Bożków, wsie Bożków i Czerwieńczyce dołączyły do gminy Nowa Ruda. W tym kształcie gmina funkcjonuje do dziś. W latach 1975–1998 gmina położona była w województwie wałbrzyskim.

## Położenie
Obecnie gmina Nowa Ruda położona jest w województwie dolnośląskim, powiecie kłodzkim. Geograficznie należy do Sudetów Środkowych, u podnóża Gór Sowich i na obszarze Wzgórz Włodzickich, w dolinie rzeki Włodzicy i jej dopływów.

## Podział administracyjny
Do Gminy Nowa Ruda należy 17 wsi sołeckich: Bartnica, Bieganów, Bożków, Czerwieńczyce, Dworki, Dzikowiec, Jugów, osada Koszyn, Krajanów, Ludwikowice Kłodzkie, Nowa Wieś Kłodzka, Przygórze, Sokolec, Sokolica, Świerki, Włodowice i Wolibórz.
Siedziba gminy znajduje się na terenie Nowej Rudy, która nie należy do gminy wiejskiej Nowa Ruda.

## Sąsiednie gminy
Bielawa, Dzierżoniów (gmina wiejska), Głuszyca, Kłodzko (gmina wiejska), Nowa Ruda (gmina miejska), Pieszyce, Radków, Stoszowice, Walim. Gmina graniczy z Republiką Czeską.

## Struktura powierzchni
Według danych z 2016 gmina Nowa Ruda ma obszar 139,67 km², w tym:
- użytki rolne: 50%
- użytki leśne: 41%

Gmina stanowi 8,5% powierzchni powiatu.

## Demografia
Według danych z 2016 gminę zamieszkiwały 11 814 osoby. Gminę zamieszkuje 7,3% ludności powiatu.
| Wyszczególnienie | Ogółem | Ogółem | Kobiety | Kobiety | Mężczyźni | Mężczyźni |
| Wyszczególnienie | osób   | %      | osób    | %       | osób      | %         |
| ---------------- | ------ | ------ | ------- | ------- | --------- | --------- |
| Populacja        | 11814  | 100    | 5947    | 50,3    | 5867      | 49,7      |

## Polityka i administracja

### Władze gminy
Wsie otaczające Nową Rudę tworzą osobną gminę, posiadającą status gminy wiejskiej. Mieszkańcy gminy wybierają 15 radnych do rady gminy w wyborach co 5 lat, w ośmiu okręgach wyborczych. Organem wykonawczym władz jest wójt. Siedzibą władz gminy jest dawna willa, znajdująca się przy ulicy Niepodległości 1.
Wójtowie Nowej Rudy (od 1990):
- 1990–2006 Bogusław Rogiński
- 2006–2014 Sławomir Karwowski
- od 2014 Adrianna Mierzejewska

Mieszkańcy gminy Nowa Ruda wybierają parlamentarzystów do Sejmu z okręgu wyborczego Wałbrzych, a do Senatu z okręgu wyborczego dzierżoniowsko-kłodzko-ząbkowickiego, zaś posłów do Parlamentu Europejskiego z dolnośląsko-opolskiego okręgu wyborczego z siedzibą we Wrocławiu.

## Gminy partnerskie[11]
- Gmina Giżycko
- Gmina Somonino
- Broumov
- Castrop-Rauxel
- Bruay-sur-l’Escaut
- Hronov